# Richard Henry Friend
Pour les articles homonymes, voir Friend.
Richard Henry Friend, né à Londres le 18 janvier 1953) est un physicien britannique, titulaire de la chaire Cavendish de l'université de Cambridge et professeur à l'université nationale de Singapour. Ses recherches concernent la fabrication et les propriétés physiques des semiconducteurs à substrat organique. Il s'est consacré au développement des transistors à effet de champ à substrat polymère, aux LEDs, aux diodes photovoltaïques, au pompage optique et à l'impression 3D de transistors à base de polymère. Il est à l'origine des premiers travaux sur les propriétés électroniques des semi-conducteurs moléculaires. Il est membre d'un groupe de recherche interdisciplinaire de Cambridge voué à la promotion des nanotechnologies. 
Friend préside la commission scientifique de la Fondation Nationale de la Recherche (NRF) de Singapour.

## Biographie
Friend effectue ses études secondaires à Rugby School puis étudie à Trinity College (Cambridge), où il soutient sa thèse de physique en 1979. Il est fellow de St John's College (Cambridge). Il a co-fondé deux junior entreprises : Cambridge Display Technology (CDT) et Plastic Logic.

## Recherches
Friend a publié plus de 600 articles, et déposé une vingtaine de brevets. Ses travaux ont permis le développement d'écrans plats et d'écrans pliants ou enroulables plus faciles à transporter.
Il s'est illustré dans l'étude expérimentale des propriétés électroniques de matériaux innovants, surtout issus de la chimie organique : semi-conducteurs, métaux et matériaux anorganiques de structure électronique simple, y compris la structure de couche des métaux de transition chalcogénures et des supraconducteurs cuprates. Il a formé le diagramme de phases pression/température des métaux de transition chalcogénures et du TTF-TCNQ. Il a établi les conditions d'émission d'ondes à densité de charge (CDW, Charge Density Wave) pour les phases supraconductrices de TaS2 (en), mis en évidence les phénomènes de transition de bande dans l'intercalation de métaux de transition chalcogénures par diverses bases de Lewis (métaux alcalins, amines) dans le disulfure de titane. Il a mis à profit le transfert de charge dans les couches hôtes pour contrôler leur structure électronique et déterminer les conditions de formation de super réseau, ainsi que les mécanismes de transport de charges.
Il a fait progresser la connaissance des états fondamentaux métallique, supraconducteur, magnétique et isolant des sels à transfert de charge organique. Il a réalisé les premières observations des oscillations de de Haas-van Alphen sur la susceptibilité magnétique d'un composé organométallique. Avec son équipe, il a mis au point des techniques de formage des matières plastiques pour les polymères conjugués, et mis e évidence l'excitation non-linéaire d'électrons par mesures électriques et optiques. On lui doit la fabrication du premier transistor MOSFET à base de Polyacétylène, et du premier semi-conducteur déployable à échelle industrielle et commerciale, la LED Poly(p-phénylène vinylène) (en).

## Prix et distinctions
Friend a été élu à la Royal Academy of Engineering (FREng) en 2002. Il a reçu la Médaille Faraday de l'IEE en mars 2003, et a été anobli la même année en reconnaissance de ses recherches en sciences physiques. Il a été reçu docteur honoris causa de l'université Heriot-Watt en 2006.
Friend est l'un des trois lauréats du Prix Millennium Technology 2010 pour le développement de l'électronique à base de polymères. 
En 2011 le Technion d’Israël lui a décerné le Prix Harvey.
En 2013, il est nommé docteur honoris causa de l'université de Hasselt.